# Plataforma d'Afectats per la Funció Pública
La Plataforma d'Afectats per la Funció Pública és una organització pel dret al treball fix de les persones treballadores interines en abús de temporalitat per part de les administracions públiques i que va sorgir l'abril de 2024. El col·lectiu està englobat en el marc del moviment social per donar resposta a l'abús de la temporalitat exercit per part de les diferents administracions públiques: Generalitat de Catalunya, diputacions, consells comarcals, ajuntaments, etc.
La plataforma va convocar una protesta a Barcelona el 15 de juny de 2024 per tal de reclamar la fixesa dels treballadors arran de la sentència del Tribunal de Justícia de la Unió Europea del 13 de juny de 2024. Aquesta sentència va declarar que a falta de mesures adequades en el dret nacional per prevenir i, si escau, sancionar, els abusos derivats de la utilització successiva de contractes temporals, inclosos els contractes indefinits no fixos prorrogats successivament, la conversió d'aquests contractes temporals en contractes fixos pot constituir aquesta mesura.